# Henry McGee
Henry McGee, né le 14 mai 1929 à Kensington (Grand Londres) et mort le 28 janvier 2006 à Twickenham (Grand Londres), est un acteur britannique.

## Biographie
Né dans le sud de Kensington, un quartier de Londres, Henry McGee souhaite devenir docteur, mais la mort de son père, lorsqu'il a dix-sept ans, met sa famille en difficulté financière et il doit renoncer à ses ambitions.
Il apprend le théâtre dans une école spécialisée pour suivre les traces de la famille du côté de sa mère. Il joue plusieurs rôles dans des films, séries et drames, tels que les séries Le Saint et Chapeau melon et bottes de cuir, mais c'est surtout dans les rôles comiques qu'il est le plus remarqué, comme dans The Benny Hill Show. Le rôle publicitaire de « mummy » de Honey Monster, une grande créature jaune à fourrure pour une marque de céréale sucrée, est resté dans les mémoires. De 1965 à 1970, The Worker est une autre série où il tient les rôles comiques de Mr Pugh et  Mr Brinkley.
Il a une carrière théâtrale durant laquelle il a joué différents types de rôles, recevant le prix de la critique pour ses farces telles que Plunder.[réf. nécessaire]
Atteint par la maladie d'Alzheimer, il passa les six derniers mois de sa vie dans une maison de convalescence.

## Filmographie

### Cinéma
- 1950 : Ultimatum : un soldat qui marche
- 1956 : Sailor Beware! : le laitier
- 1965 : Fanatic : le recteur
- 1969 : L'or se barre (The Italian Job) : un tailleur
- 1973 : Holiday on the Buses : le manager du camp de vacances
- 1973 : Digby, The Biggest Dog in the World : l'annonceur des programmes télé
- 1974 : The Cherry Picker : Pilkington
- 1976 : Les aventures érotiques d'un chauffeur de taxi (Adventures of a Taxi Driver) : l’inspecteur Rogers
- 1977 : Come Play with Me : le député du premier ministre
- 1978 : La Malédiction de la panthère rose (Revenge of the Pink Panther) : Officier Bardot
- 1978 : Carry on Emmannuelle : Harold Hump
- 1994 : Astérix et les indiens (Asterix in America) : Jules César (doublage britannique)

### Télévision
- 1956 : Let's Stay Home (série télévisée)
- 1959-1960 : Tell It to the Marines (série télévisée) : lt. Raleigh Henry
- 1960 : Bootsie and Snudge (série télévisée) : un employé du travail
- 1961 : If the Crown Fits (série télévisée) : un joueur de cartes #3
- 1961 : Boyd Q.C. (série télévisée) : Parker
- 1961 : Harper West One (série télévisée) : Roberts
- 1961 : Deadline Midnight (série télévisée) : George Mallandine
- 1962-1965 : No Hiding Place (série télévisée) : sgt. Nesbitt / Dave Shayne / Pierre / Fox
- 1963 : Ghost Squad (série télévisée) : Floor Walker
- 1963 : Bud (série télévisée) : un employé de la court
- 1963 : The Odd Man (série télévisée) : un ivrogne
- 1963 : Suspense (série télévisée) : le photographe
- 1963 et 1965 : Z Cars (série télévisée) : Cantle / dr. Rourke
- 1964 : Paris 1900 (série télévisée) : Gusman / Etienne / Champignol / Plumarel / Coustouillou
- 1965 : Public Eye (en) (série télévisée) : Phil Madley / Hubert
- 1965 : Six Shades of Black (série télévisée) : mr. Rook, QC
- 1965 : Pity About the Abbey (série télévisée) : sir Peter Watling
- 1965-1970 : The Worker (série télévisée) : mr. Pugh
- 1966 : Theatre 625 (série télévisée) : Bert
- 1966 : Take a Pair of Private Eyes (série télévisée) : Charles
- 1966 : The Wednesday Play (série télévisée) : un expert en démolition
- 1966 : Le Saint (The Saint) (série télévisée) : Reeves
- 1967 : The Scales of Justice (série télévisée) : un joaillier
- 1967 : Softly Softly (série télévisée) : James Mortimer / Mortimer
- 1967-1970 : No, There's Me Over Here! (série télévisée) : Cyril Dawson
- 1968 : Chapeau melon et bottes de cuir (The Avengers) (série télévisée) : Maidwell
- 1969 : Detective (série télévisée) : Ward
- 1971 et 1973 : The Goodies (série télévisée) : le maître de musique / une personne ignoble
- 1972 : Poigne de fer et séduction (The Protectors) (série télévisée) : Frank
- 1973 : Now Look Here (série télévisée) : Cyril Dawson
- 1973 : Nobody Is Norman Wisdom (série télévisée) : James
- 1973 : Up the Workers (série télévisée) : Richard Bligh
- 1973 : Doctor in Charge (série télévisée) : sir John Pollock
- 1973-1974 : Reg Varney (série télévisée) : rôles différents
- 1973 et 1979 : Sykes (série télévisée) : Roger Relay
- 1974-1975 : A Little Bit of Wisdom (série télévisée) : Big John Merry / Lionel Parker
- 1975 : Cilla's Comedy Six (série télévisée) : Russell Stanhope
- 1975 : Rising Damp (série télévisée) : Seymour
- 1977 : The Galton & Simpson Playhouse (série télévisée) : Roger Gresham
- 1980 : The Benny Hill Show (série télévisée) : rôles différents
- 1980 : It Ain't Half Hot Mum (série télévisée) : le brigadier
- 1982 : Q.E.D. (série télévisée) : Bassey
- 1982-1983 : Let There Be Love (série télévisée) : Dennis Newberry
- 1987 : I Fro Breuddwydion (Téléfilm) : un officier à l'institut du film britannique
- 1988 : Mr. H Is Late (Téléfilm) : le grand croque-mort
- 1991 : Red Peppers (Téléfilm) : mr. Edwards
- 1991 : Tonight at 8.30 (série télévisée) : mr. Edwards
- 2003 : Last of the Summer Wine (série télévisée) : Goff